# Paul Tiede

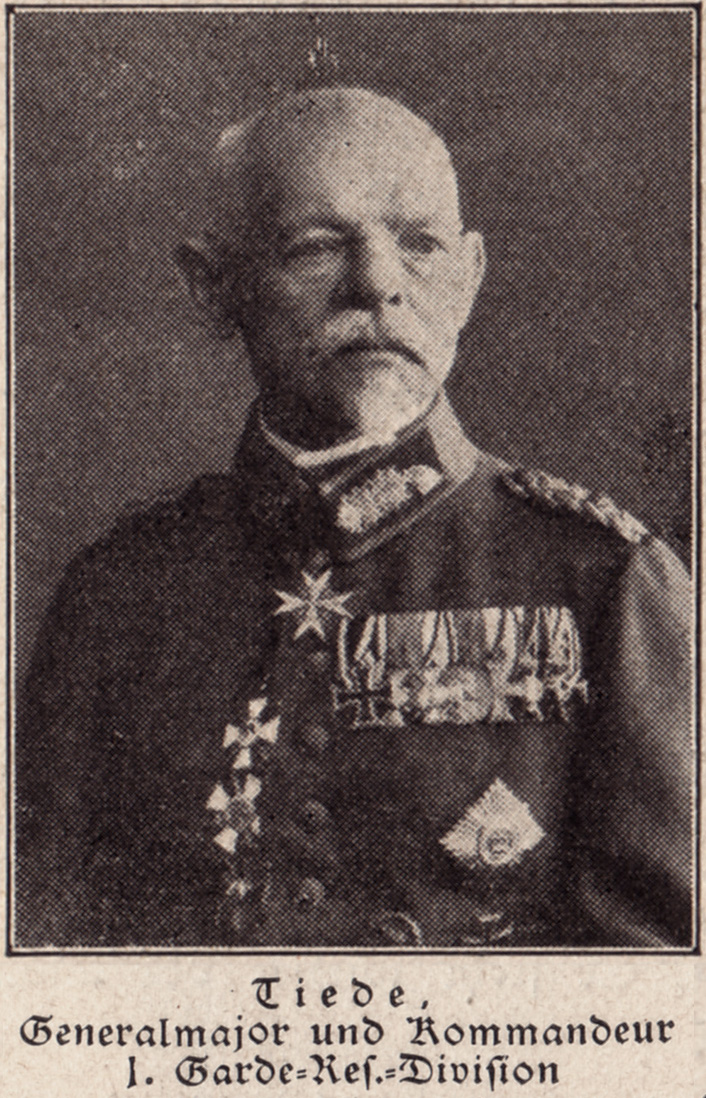
General Paul Tiede

Paul Tiede (* 17. Dezember 1858 in Groß-Rambin; † 3. Februar 1946 in Naumburg (Saale)) war ein deutscher General der Infanterie.

## Leben
Tiede trat am 1. März 1878 als Fahnenjunker in das Colbergsche Grenadier-Regiment (2. Pommersches) Nr. 9 der Preußischen Armee in Stargard ein und wurde hier am 12. Oktober 1878 zum Fähnrich ernannt sowie am 13. März 1879 zum Sekondeleutnant befördert. Als solcher fungierte er vom 1. April 1881 bis zum 4. Juni 1883 als Adjutant des Füsilier-Bataillons. Anschließend kommandierte man Tiede als Erzieher zum Kadettenhaus Oranienstein und ab 1. April 1887 zur Hauptkadettenanstalt. Am 18. August 1888 folgte seine Beförderung zum Premierleutnant und am 1. April 1889 seine Versetzung nach Rendsburg in das Infanterie-Regiment „Herzog von Holstein“ (Holsteinisches) Nr. 85. Zur weiteren Ausbildung war Tiede dann vom 1. Oktober 1890 bis 20. Juli 1893 zur Kriegsakademie kommandiert. Nach seiner Rückkehr zu seinem Truppenteil ernannte man Tiede bei gleichzeitiger Beförderung zum Hauptmann zum Kompaniechef. Am 12. September 1896 wurde er à la suite gestellt und als Lehrer an die Kriegsschule Potsdam versetzt. Nach seiner Lehrtätigkeit wurde Tiede am 16. Oktober 1901 dem 6. Pommerschen Infanterie-Regiment Nr. 49 in Gnesen aggregiert und zwei Tage später zum Kompaniechef dort ernannt. Mit der zeitgleichen Beförderung zum Major erfolgte am 11. September 1903 seine Versetzung nach Küstrin in das dort stationierte Infanterie-Regiment „von Stülpnagel“ (5. Brandenburgisches) Nr. 48. Weitere zwei Jahre später übernahm Tiede als Kommandeur das II. Bataillon des Infanterie-Regiments „Graf Schwerin“ (3. Pommersches) Nr. 14 in Bromberg. Anschließend rückte Tiede in den Regimentsstab auf, wo er vom 21. April 1911 bis zu seiner Ernennung zum Kommandeur des 4. Schlesischen Infanterie-Regiments Nr. 157 am 18. April 1913 tätig war. Zwischenzeitlich war Tiede am 22. März 1913 zum Oberst befördert worden.

### Erster Weltkrieg
Mit Ausbruch des Ersten Weltkriegs machte Tiedes Regiment am 2. August 1914 in der Garnison Brieg mobil und rückte über das neutrale Belgien im Verbund mit der 12. Division nach Frankreich ein. Während der Schlacht bei Neufchâteau trat es erstmals in Kämpfe ein und drang im Anschluss daran bis an die Marne vor. Nach dem Rückzug und den folgenden schweren Kämpfen trat das Regiment in der Champagne östlich Reims in den Stellungskrieg über. Tiede wurde am 1. November 1914 zum Kommandeur der 56. Infanterie-Brigade ernannt, die er erstmals in der Dezemberschlacht in Flandern führte.
1915 kämpfte die Brigade auf der Lorettohöhe, bei Ablain und Angres, bevor die dortigen Kämpfe in der Lorettoschlacht mündeten. Im Juni 1915 wurde die Brigade dann aus der Front gezogen und wieder in der Champagne eingesetzt, wo sie bis Mitte Juli 1916 bei Reims und bei Tahure-Ripont im Stellungskrieg lag. Als Generalmajor (seit 18. April 1916)  führte er sie dann in der Schlacht an der Somme, aus der sie nach schweren Verlusten Ende September 1916 herausgezogen wurde. Am 23. Januar 1917 wurde Tiede von seinem Kommando entbunden und zum Kommandeur der 1. Garde-Reserve-Division ernannt, die zu diesem Zeitpunkt an der Ancre westlich Bapaume lag. Während der von April bis Mai 1917 andauernden Schlacht von Arras konnte er seine Stellungen behaupten und mehrere britische Großangriffe abwehren. In der Schlacht bei Wytschaete erlitten die dort stehenden deutschen Divisionen durch Minensprengungen verheerende Verluste und Tiede gelang es mit seinem Großverband kurzzeitig den britischen Angriff aufzuhalten. Am 12. Juni 1917 wurde sie abgekämpft aus der Front gezogen und bezog bei Lens neue Stellungen.
Im Frühjahr 1918 trat die Division zur neugebildeten 17. Armee über, in dessen Verbund sie sich an der Großen Schlacht in Frankreich beteiligte. Nach der Durchbruchsschlacht bei Monchy-Cambrai, der Schlacht bei Bapaume und den folgenden Kämpfen bei Bucquoy wurde Tiede am 17. April 1918 für die Leistungen seiner Division mit dem Pour le Mérite ausgezeichnet. Bei der 6. Armee kämpfte die Division dann bei Armentières und trat nach der Beendigung der Offensive an der Lys wieder zur 17. Armee zurück. Nach dem Rückzug auf die Siegfriedstellung konnte sich Tiede während der Abwehrschlacht zwischen Cambrai und St. Quentin wiederholt auszeichnen, wofür ihm am 25. Oktober 1918 das Eichenlaub zum Pour le Mérite verliehen wurde.

### Nachkriegszeit
Nach dem Waffenstillstand kehrte die Division nach Berlin zurück, um hier den Schutz der Reichshauptstadt zu sichern. Im Februar 1919, die Division war zwischenzeitlich mit Freiwilligen ergänzt, verlegte der Verband per Schiff von Stettin nach Kurland, kämpfte hier gegen die Bolschewisten und kam dann beim Grenzschutz Ost an der Weichsel zum Einsatz.
Nachdem Tiede am 11. Juni 1919 zu den Offizieren von der Armee überführt worden war, reichte er sein Abschiedsgesuch ein. Dieses wurde ihm am 20. Oktober 1919 unter Verleihung des Charakters als Generalleutnant gewährt und er zur Disposition gestellt.
Im Zivilleben verfasste er einige Publikationen über die Geschichte seiner Division sowie die Erlebnisse des Krieges.
Tiede erhielt am 27. August 1939, dem sogenannten Tannenbergtag, den Charakter als General der Infanterie verliehen.